# The Sixth Family
The Sixth Family. Vito Rizzuto e il collasso della mafia americana (The Sixth Family: The Collapse of the New York Mafia and the Rise of Vito Rizzuto) è un saggio del 2009 di Lee Lamothe e Adrian Humphreys riguardante la cosiddetta Sesta Famiglia di Cosa Nostra americana, nata in Canada nella seconda metà del XX secolo come un distaccamento della famiglia Bonanno e diventata col tempo sempre più indipendente.

## Contenuto
Il libro ripercorre la storia criminale della Sesta Famiglia dagli albori fino ai giorni nostri.

## Edizioni
- Lee Lamothe e Adrian Humphreys, The Sixth Family. Vito Rizzuto e il collasso della mafia americana, Collana Mafie, Curci Editore, 2009,  p. 672, ISBN 88-95049-67-5.